# Past Tense-Debatte
Als Past Tense-Debatte wird eine seit den 1980er Jahren bestehende wissenschaftliche Auseinandersetzung zwischen verschiedenen sprachpsychologischen Theorien und Modellbildungen in Hinblick auf die Verarbeitung der Präteritumsformen (Past) der englischen Sprache bezeichnet.
Die englische Sprache besitzt zur Markierung der einfachen Vergangenheit orthographisch das Suffix -ed, phonologisch das Suffix [d], welche an den Stamm des englischen Verbes angehängt werden. So wird z. B. aus play + ed die Vergangenheitsform played. Diese Form ist im Englischen produktiv und wird bei Kindern teilweise falsch angewendet (z. B. holded oder breaked) (Pinker, 1991). Ein Problem hierbei ist, dass in der englischen Sprache auch etwa 180 irreguläre Verben existieren, welche etwa 5 % der englischen Verben und 14 % der 1000 am häufigsten gebrauchten Verben des Englischen ausmachen. Diese lassen sich mit der regulären Regel nicht in die Vergangenheitsform umformen.
Zur Erklärung der mentalen Verarbeitung der englischen Verben existieren verschiedene Theorien.
Der als regelbasiert oder kompositionell bezeichnete Ansatz (Ullman, 2004; Clahsen, 1999; Sonnenstuhl, Eisenbeiss, & Clahsen, 1999; Pinker, 1991, 1998; Marcus et al., 1995) geht davon aus, dass im Prozess der Sprachrezeption Wörter in morphemische Konstituenten zerlegt werden. Bei der Sprachproduktion werden diese Morpheme zu Wörtern zusammengesetzt. Hierbei werden grammatische Regeln angewendet, um einzelne Morpheme zu Wörtern zusammenzusetzen. Zur Erklärung der Verarbeitung der irregulären Verben wird die These aufgestellt, dass die irregulären Formen als Vollformen in einem assoziativen Netz gespeichert werden. Unter assoziativ wird hierbei eine direkte Verbindung zwischen Basisform und irregulärer Form verstanden, die bei der Verarbeitung aktiviert wird und so die Vergangenheitsform bildet. Reguläre Verben werden hingegen kompositionell verarbeitet, indem der Vergangenheitsmarker an den Stamm des Verbes angehängt wird. Dieser Ansatz wird aus diesem Grund auch als Dual-Mechanism-Theorie bezeichnet.
Konnektionistische Modelle (McClelland & Patterson, 2002; Plaut & Gonnerman, 2000; Joanisse & Seidenberg, 1999; Rumelhart & McClelland, 1986) suchen eine andere Erklärung für die Problematik der irregulären Verben. Hiernach wird Morphologie statistisch verarbeitet, indem systematisch Ähnlichkeiten zwischen Formen erkannt und angewendet werden. Für reguläre wie irreguläre Verben wird also derselbe Verarbeitungsmechanismus angewandt. Unterschiede in der Verarbeitung gehen auf den unterschiedlichen Overlap (phonologisch, orthographisch oder semantisch) zwischen den einzelnen Formen zurück. So weisen z. B. die Formen buy und bought und sing und sang verschieden große phonologische wie orthographische Abweichungen auf, wohingegen die Formen play und played vom Stamm her identisch sind.